# Gau-Weinheim
Gau-Weinheim é um município da Alemanha localizado no distrito (Kreis ou Landkreis) de Alzey-Worms, na associação municipal de Verbandsgemeinde Wörrstadt, no estado da Renânia-Palatinado.